# CFJP-DT
CFJP-DT est une station de télévision québécoise de langue française située à Montréal. Elle est détenue par Bell Média et affiliée au réseau Noovo.

## Historique
La station a été lancée par la famille de Jean Pouliot, propriétaire de la station anglophone montréalaise CFCF-TV (affilié au réseau CTV) et du câblodistributeur CF Cable TV, en tant que tête du deuxième réseau privé francophone au Québec appelé Télévision Quatre-Saisons (TQS). Elle prend l'antenne le 7 septembre 1986 et est identifiée comme « Super 35, Câble 5, Montréal ».
Rapidement, la station connaîtra des ennuis financiers; après seulement un an d'opérations, le réseau TQS affichait un déficit de 12 à 15 millions de dollars. Avec l'arrivée de Canwest dans le marché québécois en 1997, Jean Pouliot vend ses effectifs de CF Cable TV Inc. à Vidéotron et le réseau TQS (incluant CFJP) à Québecor. Les studios sont alors déménagés au rez-de-chaussée du siège social de Québecor, rue Saint-Jacques, à Montréal. Quelques années plus tard, la station devient rentable.
En août 2000, à la suite de l'acquisition de Vidéotron par Québecor, le CRTC exige que TQS soit revendu afin d'éviter que les deux seuls réseaux privés francophones soient détenus par la même compagnie. En 2001, le réseau est vendu à un consortium de Cogeco et de Bell Globemedia.
Le 18 décembre 2007, à la suite d'autres problèmes financiers, Cogeco place CFJP sous la protection de la Loi sur les arrangements avec les créanciers des compagnies. En mars 2008, Remstar fait l'acquisition du réseau et ferme le service de nouvelles à l'automne 2008. Le 31 août 2009, le réseau change de nom et sera désormais connu sous l'appellation « V ».
En 2020, Bell Media fait l'acquisition du réseau V, qui change de nom pour Noovo le 31 août 2020.

## Haute définition et télévision numérique terrestre
CFJP est lancé en haute définition le 1er juin 2007 sur le service de câblodistribution de Vidéotron, puis commence sa diffusion hertzienne par antenne en mode numérique le 19 décembre 2007 à son canal pré-transitionel 42 (canal virtuel 35.1).
L'émetteur est alors situé sur le toit d'une tour d'habitations à l'intersection de la rue Sherbrooke et la rue Amherst, à Montréal, à une hauteur effective au-dessus du sol moyen de 79,15 m. Malgré une puissance d'émission de 7 kW, la faible élévation de l'antenne rend son signal impossible à capter dans plusieurs zones de l'île de Montréal, en particulier dans l'ouest.
Le 30 août 2011 à 23 h 31, l'antenne analogique sur le mont Royal est mise hors service et l'émetteur numérique situé sur la rue Sherbrooke change de position pour le canal 35 (virtuel 35.1).
Afin d'améliorer la réception et la couverture du signal, l'émetteur numérique de CFJP est déménagé sur le mont Royal le 16 avril 2013 et diffuse désormais avec une puissance de 500 W. Le 3 juin 2013, la puissance de l'antenne est portée à 1,2 kW.